# Hrvatsko Selo (Topusko)
Hrvatsko Selo je naselje u Republici Hrvatskoj, u sastavu Općine Topusko, Sisačko-moslavačka županija. 

## Stanovništvo
Prema popisu stanovništva iz 2001. godine, naselje je imalo 333 stanovnika te 119 obiteljskih kućanstava.
| broj stanovnika | 692   | 741   | 719   | 880   | 906   | 1050  | 948   | 1036  | 997   | 978   | 829   | 664   | 630   | 550   | 333   | 310   | 242   |
|                 | 1857. | 1869. | 1880. | 1890. | 1900. | 1910. | 1921. | 1931. | 1948. | 1953. | 1961. | 1971. | 1981. | 1991. | 2001. | 2011. | 2021. |

## Poznate osobe
- Martin Kuzmić, hrvatski klasični filolog i prevoditelj
- Ilija Škrinjarić, hrvatski stomatolog